# Prostěradlo

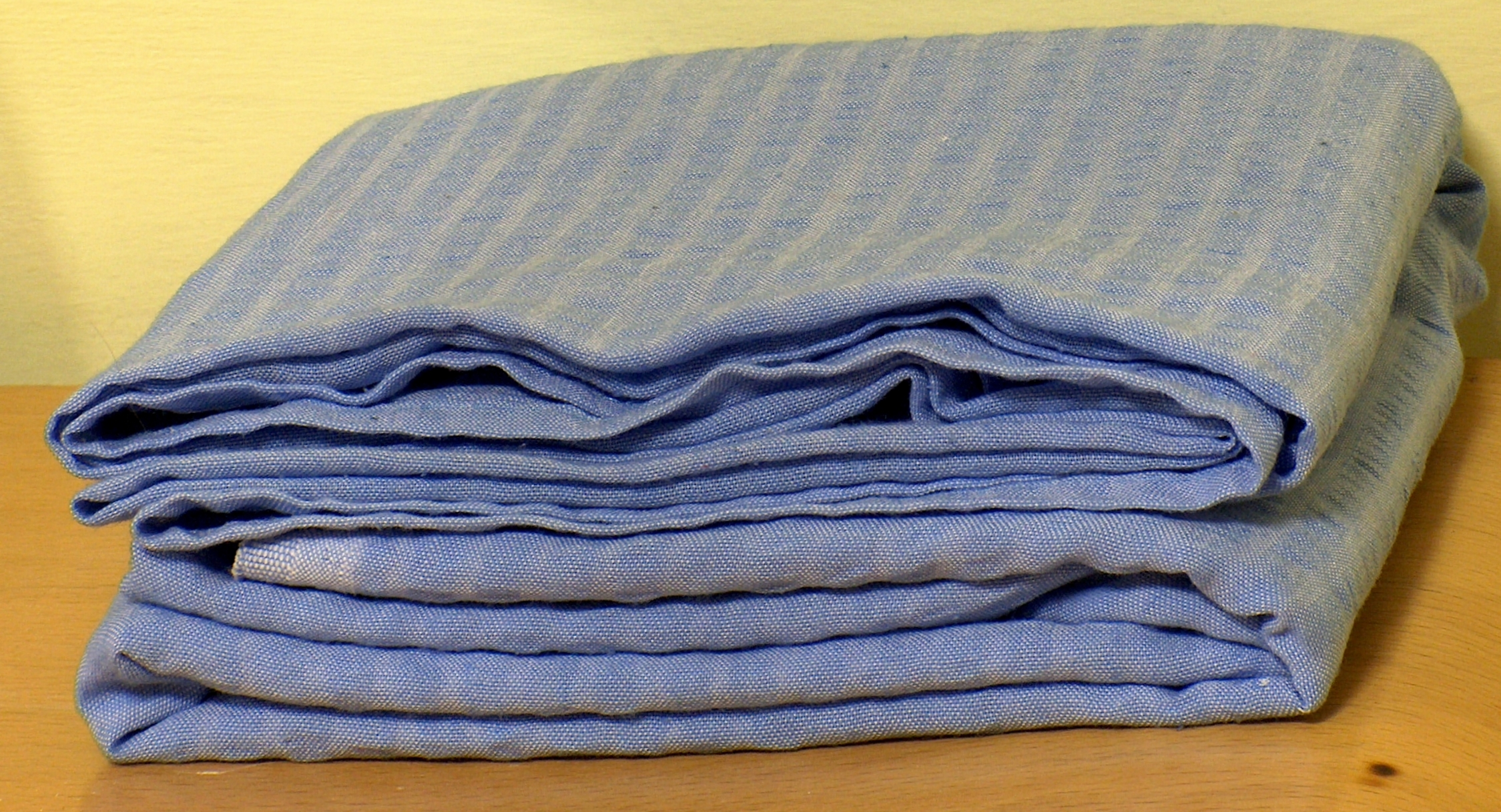
Prostěradlo

Prostěradlo je obdélníkový kus látky používaný jako ložní prádlo, který je větší na délku a šířku než matrace a který se umisťuje bezprostředně nad matraci.
První zmínka o prostěradle pochází z 15. století.

## Kvalita
Kvalita prostěradel závisí na počtu nití. Obecně platí, že čím vyšší je počet nití, tím je prostěradlo měkčí, ale vazba a typ nitě mohou ovlivnit tvrdost prostěradla.

## Čištění
Prostěradla by se měla prát přibližně jednou týdně při nízké teplotě vody. Používání aviváží se nedoporučuje, protože snižují prodyšnost látky.